# Gimnastică la Jocurile Olimpice de vară din 1896 - Bară pe echipe (masculin)
Proba masculină de gimnastică bară pe echipe de la Jocurile Olimpice de vară din 1896 a avut loc pe 9 aprilie 1896. A fost una din cele 8 probe de gimnastică, la care au luat parte o singură echipă germană.

## Context
Aceasta a fost singura dată când proba a fost prezentă la Jocurile Olimpice, fiind una dintre cele două probe de aparate pe echipe disputate la Jocurile din 1896 (împreună cu un concurs de paralele pe echipe).

## Formatul competiției
Au fost puse la dispoziția echipelor 10 seturi de bare orizontale. Arbitrii au punctat exercițiile în funcție de execuție, ritm și dificultate tehnică.

## Program
| Dată                | Dată                | Oră   | Etapă  |
| Gregorian           | Iulian              | Oră   | Etapă  |
| ------------------- | ------------------- | ----- | ------ |
| Joi, 9 aprilie 1896 | Joi, 28 martie 1896 | 14:30 | Finală |

## Rezultate
| Loc | Țară     | Echipă   | Liderul echipei | Sportivi |
| --- | -------- | -------- | --------------- | --- |
| 1   | Germania | Germania | Fritz Hofmann   | Konrad Böcker, Alfred Flatow, Gustav Flatow, Georg Hilmar, Fritz Manteuffel, Karl Neukirch, Richard Röstel, Gustav Schuft, Carl Schuhmann, Hermann Weingärtner |